# Sárafalva
Sárafalva (románul:  Saravale, németül:  Sarafol , szerbül Саравола / Saravola) falu Romániában, a Bánságban, Temes megyében, az azonos nevű község központja.

## Nevének változásai
1839-ben Szaravola, 1863-ban és 1873-ban Szárafalva, Szaravolna, Saravola, Szaravola, 1880-ban Szaravolla, 1920-ban Sarafola az elnevezése.

## Népessége
- 1900-ban 4279 lakosából 2190 román, 611 német, 183 magyar, 1295 egyéb (1254 szerb) anyanyelvű; 3475 ortodox, 734 római katolikus, 42 izraelita, 12 református, 10 görögkatolikus, és 6 egyéb vallású.
- 1992-ben 2457 lakosából 1582 volt román, 27 magyar, 21 német és 827 egyéb (318 szerb, 501 cigány), 2296 ortodox, 28 római katolikus, 3 görögkatolikus, 2 református és 128 egyéb vallású.

## Története
Borovsky Samu így ír a településről Torontál vármegye községei című munkájában:
„...Középkori neve Szárafalva volt, mely a mai Sárafalva helységtől éjszakra, a Maroshoz negyed mérfölddel közelebb feküdt, azon a helyen, hol jelenleg az uradalmi majorság és a gazdasági épületek vannak.
Már 1333-ban két plébánosa volt; de birtokosairól csak a 15. századtól kezdve vannak adatok. 1434-ben Maczedóniai Péter fiát, Miklóst iktatták be itteni részbirtokaiba. 1436-ban egy másik Maczedóniai Miklós is birtokos itt. 1466-ban Maczedóniai János rokonával, Dancs Miklóssal szövetkezve, egész Szárafalvát eladta Dóczy Lászlónak. 1489-ben Dóczy László leányai megosztoztak a kastélyon és a falun. A kastély, a falu két részével, Zsófiának, Haraszthi Ferencznének, a falu harmadik része Erzsébetnek, Országh Lőrincznének jutott, kinek leánya Dorottya, Kecskeméti Patócsi Bertalan özvegye, pört kezdett Haraszthi ellen. A pör 1508 augusztus 23-án oly értelmű egyezséggel ért véget, hogy Haraszthi a szárafalvai két részét átengedte Országh Dorottyának. Ekként jutott Szárazfalva a Patócsi család birtokába.
A kastélyt és a falut a rabló Bali bég 1529-ben elpusztította, a magyar jobbágyok elmenekültek és többé nem tértek vissza. Helyükbe Patócsi Ferencz szerbeket telepített. Patócsi Boldizsár és rokonai Izabella királyné pártjára állván, I. Ferdinánd király 1558-ban elvette itteni birtokait s azokat Liszti Jánosnak, Mágócsi Andrásnak és Gáspárnak adományozta. Ez ellen Ábrahámffy István és rokonai tiltakoztak, de eredmény nélkül. Ez időtájt Maczedóniai Péter is visszaszerezte a családja ősi birtokait. 1561 óta Maczedóniai Péter, Mágócsi Gáspár, Liszti János és a Getyei örökösök voltak a földesurai. A szerbek a hódoltság alatt is itt tanyáztak és 1582-ben a török tizedszedők öt szerb juhászt írtak össze a helységben, melynek nevét a szerbek Szaravolára ferdítették. 1647-ben is lakott hely volt.
1718-ban Szaravolát a temesvári bánsághoz csatolták, mire a szerbek 1723-1725-ben elhagyták. 1725 táján románok telepedtek itt le; majd később németek vándoroltak be, legnagyobbrészt Triebswetterből (Nagyősz) és Gottlobból (Kisősz). 1801-ben Szaravolát báró Alvinczy József tábornok vásárolta meg, a kiről 1810-ben a gróf Marosnémeti és Nádaskai Gyulay családra szállott.
A községbeli római katolikus templom gróf Gyulay Sámuel költségén 1873-1874-ben, a görögkeleti románoké 1897-ben és a görögkeleti szerbeké 1787-ben épült. ...”
Az első világháborúig Torontál vármegye Perjámosi járásához tartozott.
2004-ben különvált Nagyszentpéter községtől.